# Зморович Юрій Валентинович
Ю́рій Валенти́нович Зморо́вич (14 квітня 1946, Київ — 8 лютого 2021, Київ) — український художник, медіа-художник, скульптор, перформер, поет, музикант-мультиінструменталіст, режисер. Виступав під творчими псевдонімами Zmorro (Зморро) і Мінімаліссімус.

## Життєпис
Народився 14 квітня 1946 року в місті Києві (нині Україна). Син українського математика Валентина Зморовича. Сестра, Олена Забара (нар. 1935), одружена з науковцем-кібернетиком Станіславом Забарою, також стала художником.
Закінчив Київський державний художній інститут (архітектурний та мистецтвознавчий факультети; диплом за фахом — історія і теорія мистецтва) і Ленінградський державний інститут театру, музики і кінематографії (відділення режисури кіно і театру).
Працював лаборантом і техніком в Інституті фізики АН УРСР (1962—1964), завсектором народної архітектури (1969—1972) в Музеї народної архітектури та побуту України, редактором, сценаристом і режисером на студіях Київнаукфільм (1972—1989), Центрнаучфільм (Москва) (1988—1990), творче об'єднання «Екран» (Центральне телебачення, Москва) (1992), РЕН-ТВ-Москва (1994).
В останні місяці життя хворів, мав проблеми з серцем. Помер 8 лютого 2021 року. Був кремований, прах похований у колумбарії Байкового кладовища, біля крематорію (ділянка № 6от, 50°24′58.90″ пн. ш. 30°30′10.20″ сх. д. / 50.4163611° пн. ш. 30.5028333° сх. д.).

## Творчість

### Візуальне мистецтво
Автор нефігуративних композицій, виконаних у змішаній техніці. Створював скульптурні композиції зі старого заліза та інших некондиційних матеріалів; ці роботи виставлялися у Києві, Нью-Йорку, Гельсінкі, Стамбулі, в декількох московських галереях («Агасфер», «Арбатр», Звірівському центрі сучасного мистецтва, а також у Посольстві США).
Енциклопедія сучасної України відзначає, що Зморович був одним з перших, хто започаткував напрямок медіа-мистецтва у країні: «Створив анімацію „Поліморфія“, монохромну трансформацію ліній і форм (1975)».

### Театр
З середини 1980-х років виступав у київських художніх майстернях і галереях як акціоніст, називаючи свої виступи «глосолаліями» — синтезом містеріального вакхічного дійства (танець, атональна та поліфонічна гра на музичних інструментах та інших предметах), у яких брав участь метареаліст Рафаель Левчин. У 1991—1996 рр. керував авторським театром-студією «ААА».
У 2000-і роки співпрацював як режисер і виконавець з Київським театром поезії «Під зоряним небом» під керівництвом Раїси Недашківської. У 2008 році літературно-музичний спектакль театру «Ангел мій, ти бачиш мене?», у якому Зморович брав участь як автор літературної композиції, режисер і один з виконавців, отримав Срібний диплом фестивалю «Золотий Витязь» у Москві.
Режисер і виконавець моновистав «М. В. Гоголь. Заповіт» (2010) і «Мінімаліссімус» (2011).

### Музика
Як композитор і виконавець, Юрій Зморович тяжів до спонтанної імпровізації, фрі-джазу, етніки. Грав на саксофонах (сопрано, альт, тенор, баритон, C-Melody), бас-кларнеті, флейтах (включаючи альтову і флейту пікколо), етнічних дерев'яних духових інструментах, клавішних — фортепіано і синтезаторах, перкусії, а також інструментах власного винаходу і виготовлення. Виступав як читець і вокаліст. Брав участь у різних проектах з об'єднанням «Арфі» (Франція, 1991), Ладонною Сміт (США), Жаком Сіроном (Швейцарія), Борисом Райскіним (США), Сергієм Лєтовим, Аркадієм «Фріменом» Кириченко (Москва), Владиславом Макаровим (Смоленськ), Олександром Александровим (Німеччина), Олександром Нестєровим, Юрієм Яремчуком, Марком Токарем, Романом Росем, Сергієм Охрімчуком, Сергієм Горюновичем, Михайлом Самохваловим, Віктором Мележиком (Україна) та іншими відомими музикантами. Автор понад 30 авторських музичних дисків.
Зморович написав музику до фільму «Собачка» (Центрнаучфільм, 1988), а також до власних документальних фільмів Портрет без обличчя. Олександра Екстер (Національна синематека України, 1993; спільно з Олександром Нестеровим, Жаком Сіроном, Тарасом Волощуком), «І світ мене не впіймав….» Про Григорія Сковороду (Національна кіностудія ім. О. Довженка, 2004).
В рамках 4-го Боспорського форуму сучасної культури (Керч, Сімферополь, 2011) відбувся майстер-клас Юрія Зморовича «СТРАДІВАРІ XXI СТОЛІТТЯ»: виготовлення музичних інструментів з побутових предметів і відходів сучасної цивілізації.

### Спеціальні проекти
Головний герой монофестивалю «Зморро-фест» (червень 2008, Москва, Звірівський центр сучасного мистецтва).
У 2011 році Юрій Зморович — центральна фігура, разом з Олександром «Фаготом» Александровим, 4-го Боспорського форуму сучасної культури (Керч, Сімферополь), який представляв авторів з Росії, України, Канади і Мадагаскару.
На запрошення організаторів Боспорського форуму, з 2012 року реалізовувалась сольна мультижанрова програма «Школа Зморовича» — багатоденний міні-фестиваль, де автор не тільки виступав сам в різних амплуа, але і представляв публіці відомих діячів сучасної культури.